# Coupe d'Europe de BMX 2021
Navigation
2020 2022
La 8e édition de la coupe d'Europe de BMX a lieu du 1er mai au 26 septembre 2021. Cette année, cinq villes étapes organisent chacune deux épreuves consécutivement.

## Hommes élites

### Résultats
| #   | Lieu     | Date         | Vainqueur      | Deuxième      | Troisième            | Leader du classement général |
| --- | -------- | ------------ | -------------- | ------------- | -------------------- | ---------------------------- |
| 1.  | Vérone   | 1er mai      | David Graf     | Sylvain André | Romain Mayet         | David Graf                   |
| 2.  | Vérone   | 2 mai        | Sylvain André  | Arthur Pilard | Niek Kimmann         | Sylvain André                |
| 3.  | Sarrians | 19 juin      | Arthur Pilard  | Joris Harmsen | Sylvain André        | Sylvain André                |
| 4.  | Sarrians | 20 juin      | Sylvain André  | Niek Kimmann  | Arthur Pilard        | Sylvain André                |
| 5.  | Anadia   | 4 septembre  | Eddy Clerté    | Arthur Pilard | Sylvain André        | Sylvain André                |
| 6.  | Anadia   | 5 septembre  | Arthur Pilard  | Eddy Clerté   | Vincent Pelluard     | Sylvain André                |
| 7.  | Valmiera | 11 septembre | annulé         | annulé        | annulé               | Sylvain André                |
| 8.  | Valmiera | 12 septembre | annulé         | annulé        | annulé               | Sylvain André                |
| 9.  | Papendal | 25 septembre | Simon Marquart | Arthur Pilard | Dave van der Burg    | Sylvain André                |
| 10. | Papendal | 26 septembre | Sylvain André  | Eddy Clerté   | Mathis Ragot Richard | Sylvain André                |

### Classement général
| Pos | Cycliste             | Pays     | Total |
| --- | -------------------- | -------- | ----- |
| 1   | Sylvain André        | France   | 511   |
| 2   | Arthur Pilard        | France   | 464   |
| 3   | Eddy Clerté          | France   | 348   |
| 4   | Mathis Ragot Richard | France   | 275   |
| 5   | Simon Marquart       | Suisse   | 230   |
| 6   | Cédric Butti         | Suisse   | 226   |
| 7   | Dylan Gobert         | France   | 225   |
| 8   | Gil Brunner          | Suisse   | 196   |
| 9   | Mitchel Schotman     | Pays-Bas | 190   |
| 10  | Niek Kimmann         | Pays-Bas | 182   |

## Femmes élites

### Résultats
| #   | Lieu     | Date         | Vainqueur        | Deuxième                   | Troisième         | Leader du classement général |
| --- | -------- | ------------ | ---------------- | -------------------------- | ----------------- | ---------------------------- |
| 1.  | Vérone   | 1er mai      | Laura Smulders   | Axelle Étienne             | Judy Baauw        | Laura Smulders               |
| 2.  | Vérone   | 2 mai        | Laura Smulders   | Zoé Claessens              | Bethany Shriever  | Laura Smulders               |
| 3.  | Sarrians | 19 juin      | Axelle Étienne   | Zoé Claessens              | Judy Baauw        | Laura Smulders               |
| 4.  | Sarrians | 20 juin      | Laura Smulders   | Axelle Étienne             | Tessa Martinez    | Laura Smulders               |
| 5.  | Anadia   | 4 septembre  | Dorte Balle      | Priscilla Stevaux Carnaval | Eliška Bartuňková | Laura Smulders               |
| 6.  | Anadia   | 5 septembre  | Nadine Aeberhard | Priscilla Stevaux Carnaval | Dorte Balle       | Laura Smulders               |
| 7.  | Valmiera | 11 septembre | annulé           | annulé                     | annulé            | Laura Smulders               |
| 8.  | Valmiera | 12 septembre | annulé           | annulé                     | annulé            | Laura Smulders               |
| 9.  | Papendal | 25 septembre | Judy Baauw       | Merel Smulders             | Elke Vanhoof      | Laura Smulders               |
| 10. | Papendal | 26 septembre | Merel Smulders   | Judy Baauw                 | Dorte Balle       | Judy Baauw                   |

### Classement général
| Pos | Cycliste          | Pays     | Total |
| --- | ----------------- | -------- | ----- |
| 1   | Judy Baauw        | Pays-Bas | 284   |
| 2   | Merel Smulders    | Pays-Bas | 260   |
| 3   | Laura Smulders    | Pays-Bas | 260   |
| 4   | Zoé Claessens     | Suisse   | 198   |
| 5   | Axelle Étienne    | France   | 179   |
| 6   | Nadine Aeberhard  | Suisse   | 173   |
| 7   | Dorte Balle       | Danemark | 161   |
| 8   | Eliška Bartuňková | Tchéquie | 149   |
| 9   | Sae Hatakeyama    | Japon    | 126   |
| 10  | Elke Vanhoof      | Belgique | 123   |